# Злочини из прошлости
Злочини из прошлости (енгл. Cold Case) америчка је криминалистичка и детективска серија, у Америци емитована на каналу Си-Би-Ес.
У Србији се серија током 2010, премијерно приказивала на каналу Прва ТВ.

## Формат серије
Свака епизода серије Злочини из прошлости, почиње повратком у прошлост, информишући гледаоце о години, у којој је почињен злочин. Група линости је показана у светској ситуацији. Гледаоцима је онда показано тело жртве. То је заправо један од показујућих ликова у тој невиној ситуацији. Међутим, гледаоци не сазнају на почетку како и због чега је тај човек убијен.
Затим почиње садашњост. Група детектива из Филаделфије, сазнају да имају нерешен случај из прошлости, и на њима је да га реше. Разлог поновног отворења случаја се састоји од неколико разлога: сведок хоће сведочити, пронађени су остаци жртве и сл. Детективи затим одлуче испитати све људе који су познавали жртву: родитеље, пријатеље, браће, сестре и других, заправо људе који су били представљени на почетку епизоде у флешбеку. Међутим, они су остарели (нпр. 17-годишња девојка сада има 64 године). Из овог разлога, једну улогу играју двојица глумаца (један из прошлости а један из садашњости). Детективи увек сакупљају све више доказа да би сазнали ко је тајанствени убица. Некад се деси да је убица у тој години у којој се води истрага старог злочина мртав.
На крају сваке епизоде детективи означавају случај решеним, кад стављају кутију с "доказима" на полицу, док се једном од детектива у даљини појави дух жртве, која као да хоће да се захвали на томе што су детективи решили њен случај.

## Улоге
| Глумац         | Улога        |
| -------------- | ------------ |
| Кетрин Морис   | Лили Раш     |
| Дени Пино      | Скоти Валенс |
| Џон Фин        | Џон Стилман  |
| Џереми Речфорд | Ник Вера     |
| Том Бери       | Вил Џефрис   |
| Трејси Томс    | Кат Милер    |

## Списак епизода
| Сезона | Број епизода | Година производње |
| ------ | ------------ | ----------------- |
| 1      | 23           | 2003-2004         |
| 2      | 23           | 2004 - 2005       |
| 3      | 23           | 2005 - 2006       |
| 4      | 24           | 2006 - 2007       |
| 5      | 18           | 2007 - 2008       |
| 6      | 23           | 2008 - 2009       |
| 7      | 22           | 2009 - 2010       |